# Bolxevik (Medvédovskaia)
|  | Per a altres significats, vegeu «Bolxevik». |

Bolxevik - Большевик (rus) - és un khútor del krai de Krasnodar, a Rússia. Es troba a la vora del dreta del Kirpili. És a 22 km al sud-est de Timaixovsk i a 47 al nord-est de Krasnodar.
Pertany a l'stanitsa de Medvédovskaia.